# Kulturstiftung Meiningen-Eisenach

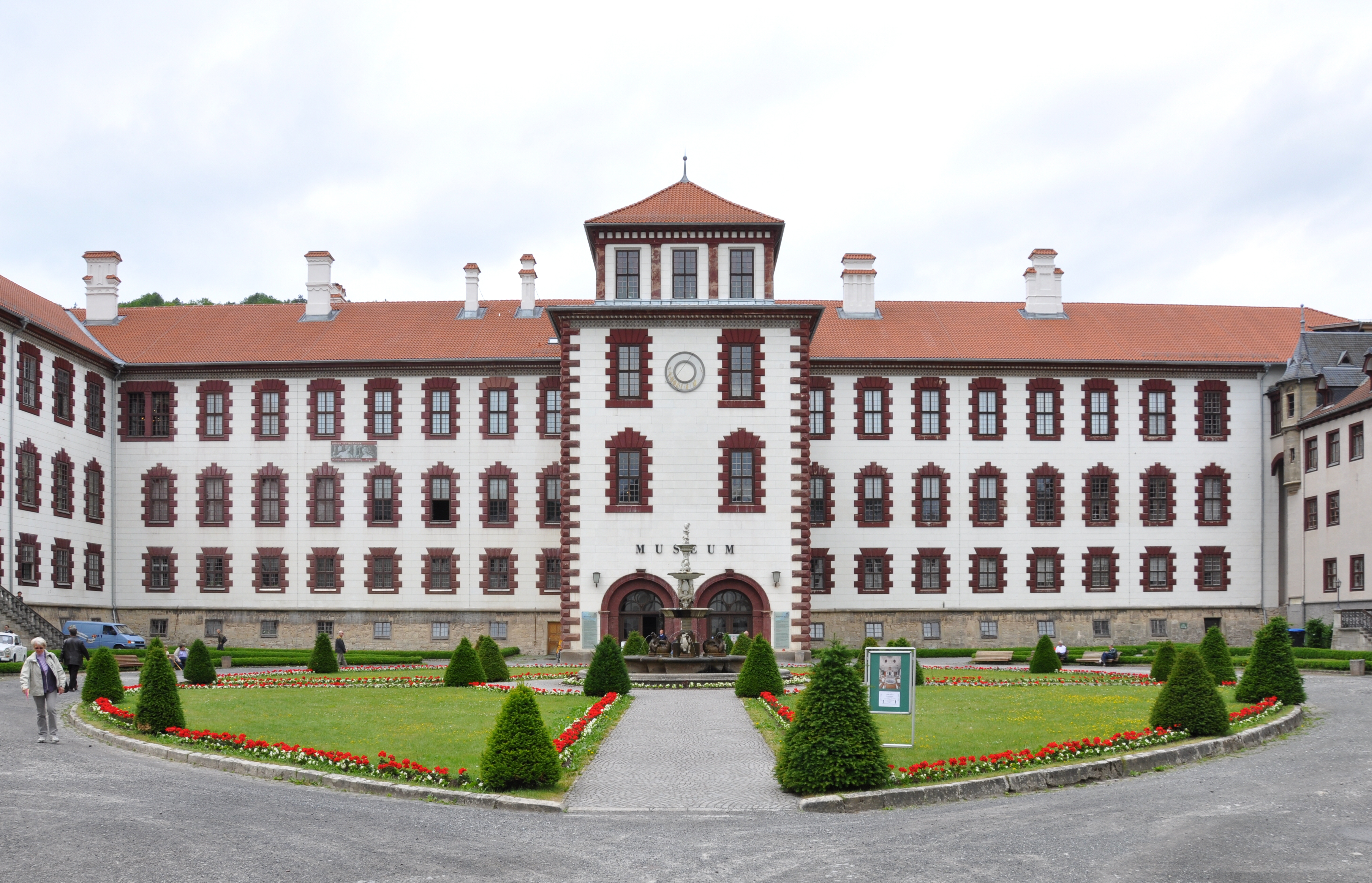
Sitz der Kulturstiftung Meiningen-Eisenach ist das Schloss Elisabethenburg

Die Kulturstiftung Meiningen-Eisenach ist eine gemeinnützige Stiftung des bürgerlichen Rechts und hat ihren Sitz in der südthüringischen Kreisstadt Meiningen.
Zur Stiftung gehören die Meininger Museen mit den drei Standorten Schloss Elisabethenburg, Literaturmuseum „Baumbachhaus“, Theatermuseum „Zauberwelt der Kulisse“, das Max-Reger-Archiv Meiningen, das Staatstheater Meiningen und das Landestheater Eisenach. Des Weiteren unterhält die Stiftung in Meiningen ein Archiv für Theaterkultur und Kultur der Stadt Meiningen.

## Geschichte
Die Stiftung wurde 1997 gegründet mit der Aufgabe, die bedeutendsten Kultureinrichtungen der Stadt Meiningen unter einem Dach zu führen, zu fördern und zu pflegen. Initiator der Stiftung war der damalige Intendant des Meininger Theaters, Ulrich Burkhardt. An der Finanzierung beteiligten sich die Stadt Meiningen und der Landkreis Schmalkalden-Meiningen mit jeweils 10 % und der Freistaat Thüringen mit 80 % der Gesamtkosten. Seit dem 1. Januar 2009 gehört das Landestheater Eisenach mit der Landeskapelle Eisenach zur Kulturstiftung Meiningen, die seitdem den Namen Kulturstiftung Meiningen-Eisenach trägt. Die fördernden Institutionen der Kulturstiftung Meiningen-Eisenach sind aktuell die Stadt Meiningen, der Landkreis Schmalkalden-Meiningen, der Freistaat Thüringen und seit 2013 die Stadt Eisenach und der Wartburgkreis. Am 1. August 2017 wurde die Landeskapelle Eisenach aus der Kulturstiftung herausgelöst.
Die Position des Stiftungsratsvorsitzenden besetzt der Freistaat Thüringen, die der Staatssekretär im Thüringer Ministerium für Bildung, Wissenschaft und Kultur einnimmt (zurzeit Staatssekretärin Tina Beer). Der Vorstand wird von lokalen Vertretern aus Politik und Kultur gebildet, die ihre Arbeit ehrenamtlich ausüben. Dem Vorstand stehen seit 2023 Jens Neundorff von Enzberg, Intendant des Staatstheaters Meiningen, und Dr. Philipp Adlung, Direktor der Meininger Museen, vor. Die zuständige Aufsichtsbehörde ist die Thüringer Stiftungsaufsichtsbehörde. Die Geschäftsführung der einzelnen Stiftungsbereiche haben der jeweilige Theaterintendant und Museumsdirektor inne.
Zur Aufgabe der Stiftung gehört neben der Pflege und Restaurierung wertvoller Kulturgüter wie Gemälde oder historischer Bühnenbilder sowie die Betreibung der Kulturstätten die Festlegung von leitenden Besetzungen in der Intendanz und der Direktion.